# Парус (хмарочос)
Бізнес-центр «Па́рус» — 33-поверховий бізнес-центр класу «А» площею 75 тис. м2 в Києві. Будівництво тривало з 2004 до квітня 2007-го. Був найвищим хмарочосом України у 2005—2008 роках.

## Історія будівництва
Перші проекти центру, які з'явилися 2002 року, передбачали стилобат у стилі неокласицизму. Остаточне архітектурне рішення витримувало сучасніший стиль по всій споруді, хоча проект будівлі змінювався навіть під час будівництва, великої переробки зазнала нижня частина, яку було значно розширено. Конструкція будівлі монолітно-каркасна, покрівлі — інверсійна, експлуатаційна.
13 лютого 2006 року залізобетонний каркас споруди було повністю закінчено. В листопаді 2006 року бізнес-центр було введено в експлуатацію. Останній акт здачі в експлуатацію підписано 25 січня 2007 року.
Відкриття пройшло 4 квітня 2007 року, на ньому були присутні посол РФ в Україні Черномирдін, російський телеведучий Святослав Белза, заступник київського голови, секретар Київради Олесь Довгий.
На початку 2008 року на даху будинку збудували рекламну решітку, де потім розмістили напис «Concorde».
12 листопада 2008 року відкрився конференц-зал з двох зал: на 150 м² і 250 м². Вони вміщують 150 і 300 делегатів відповідно. Центр має 450 паркомісць, 8 ліфтів і 33 поверхи.

## Власники
До вересня 2016 року хмарочос належав навпіл олірагху Фірташу і Вагіфу Алієву. У вересні 2016 стало відомо, що Фірташ передав свою частину (50 %) Алієву. У 2021 році Алієв продав «Парус» депутату від ОПЖП Вадиму Столару.
У грудні 2023 року власником бізнес-центру стала компанія «Ола Файн», якою володіє бізнесмен Максим Кріппа через інвестиційний фонд АТ "ЗНВКІФ «Арс Кепітал».

## Історія
В травні 2007 року компанія KAN, інвестор ТРК «Арена-сіті» й офісного центру «Домінант» в Бесарабському відкрила офіс у бізнес-центрі. За нею офіс відкрила компанія «Олімп».
На 21-му поверсі до грудня 2008 року працював офіс інвестиційного банку «Конкорд капітал». На першому поверсі розміщений офіс «Родовід Банку» (власник Віктор Пінчук, Interpipe Group).
Тут також розміщені офіси «Райффайзен Банку Аваль» і АВТ «Баварія», ICD Investments.
1 вересня 2008 року в хмарочосі відкрила офіс фінансова компанія «Сократ».
4 березня 2010 в Парусі відкрила відділення компанія «Конверсбанк».
19 березня 2010 року — «Українська торгова гільдія».
У травні 2010, за рішенням ВРУ, Національне агентство з питань підготовки та проведення Євро-2012 розмістило представництво на 17 поверсі, це коштувало $73,140 на місяць.
24 серпня 2017 року у Парусі відкрилася головна студія телеканалу Прямий. Окрім компаній, у будівлі працюють кілька кафе та ресторанів, готель, аптека, хімчистка та інші заклади.

## Характеристики

Вид на Парус із підніжжя (2010)

- Висота сягає 133,1 метрів (149,5 м із антеною), має 33 поверхи (включно з двома технічними);
- Перекриття в офісних приміщеннях можуть витримати навантаження 250 кг/м²;
- Два конференц-зали: на 40 і 100 делегатів;
- На 2-му поверсі розташована їдальня, а на 4 та 31 — ресторани;
- Висота стель — 3,10 м;

- Корисна площа поверхів — 75 000 м²;
- Площа будівлі — 300 676 м³;
- Типовий офісний поверх становить близько 1 168 м²;
- Найближчі станції метро «Кловська» — 3 хвилини, «Палац Спорту» — 4 хвилини пішки;
- Діють системи кондиціювання, опалення та вентиляції;
- Діє пожежна сигналізація, системи пожежогасіння та відеоспостереження;
- Повний клімат-контроль HVAC;
- Будівля має 10 ліфтів: 8 швидкісних (8 м/с) фірми «Otis» (1-34 поверхи, які ліфт проїжджає з 17 секунд), один пожежний і вантажний ліфти «ThyssenKrupp Elevator»;
- 4-х рівневий паркінг розрахований на 300 автомобілів (по 75 на кожному рівні);
- Гостьова парковка на вул. Мечникова — 80 машиномісць;
- Техніка і обладнання: мультимедійний проектор, екран, фліп-чарт, аудіосистема, мікрофони, телевізор і відеомагнітофон.

## Компанії
- 1 поверх — Правекс-банк
- 2 поверх — Ресторан «Муракамі»
- 3 поверх — Конференц-зали
- 4 поверх — Райффайзенбанк Аваль
- 5 поверх
- 6 поверх — КАН Девелопмент
- 7 поверх —
- 8 поверх — Сократ
- 9 поверх — Credit Europe Банк
- 10 поверх — Райффайзенбанк Аваль
- 11 поверх — Українська торгова гільдія
- 12 поверх — Делін Девелопмент
- 13 поверх —
- 14 поверх — Renaissance Capital
- 15 поверх — УАК «Олімп»
- 16 поверх — Concorde Capital, Oracle
- 17 поверх — фонд Олени Пінчук «АнтиСНІД». Раніше: комітет із підготовки до Євро-2012.
- 18 поверх — Райффайзенбанк Аваль, VEK Capital Partners, Нацпромторг, SportLife
- 19 поверх — київський офіс компанії McKinsey, нотаріус, бюро перекладів
- 20 поверх — MMCIS, Галерея Нобле, Canon
- 21 поверх — Раніше: комітет із подготовки до Євро-2012
- 22 поверх — Метінвест
- 23 поверх — ДТЕК
- 24 поверх —
- 25 поверх —
- 26-27 поверхи — EastOne
- 28-31 поверхи — DF Group

А також: 2K, Енергетичний стандарт, ТНК-BP, студія телеканалу Прямий.

## Факти
- У фільмі «Ілюзія страху» є сцена, в якій розбивається та зникає київський хмарочос БЦ «Парус»[23];
- Головний герой фільму «О, щасливчик» працює в БЦ «Парус»[23];
- У комедійному серіалі «Файна Юкрайна» на початку кожної серії (в перших сезонах) з'являється «Парус»;
- Хмарочос з'явився в рекламі UMC як офіс мобільного зв'язку;
- Будівля була представлена у промо-ролику України до Євро-2012;
- Також хмарочос було знято в кліпі гурту Друга ріка[24];

- До грудня 2008 року на даху центру був напис «Concorde» — назва однієї з компаній, що мала офіс у будівлі[25];
- 2010 року «Парус» був найдорожчим офісним центром України, щорічний прибуток на цей рік становив $50 млн[26];
- 6 грудня 2005 року, ще на стадії будівництва, будівля отримала «Клас-А» від московського перевірочного форуму «Hyperestate Awards»[27];
- 28 травня 2008 року троє людей успішно провели бейс-джампінг із хмарочоса, після чого охорону центру було звільнено[28];
- 28 липня 2008 року на найвищому на той час хмарочосі України проводили навчання рятувальники МНС[29];
- 4 квітня 2011 року в програмі «Сніданок з 1+1» вийшов сюжет про четверту річницю хмарочоса[30].

## Галерея

Будівництво, 2005
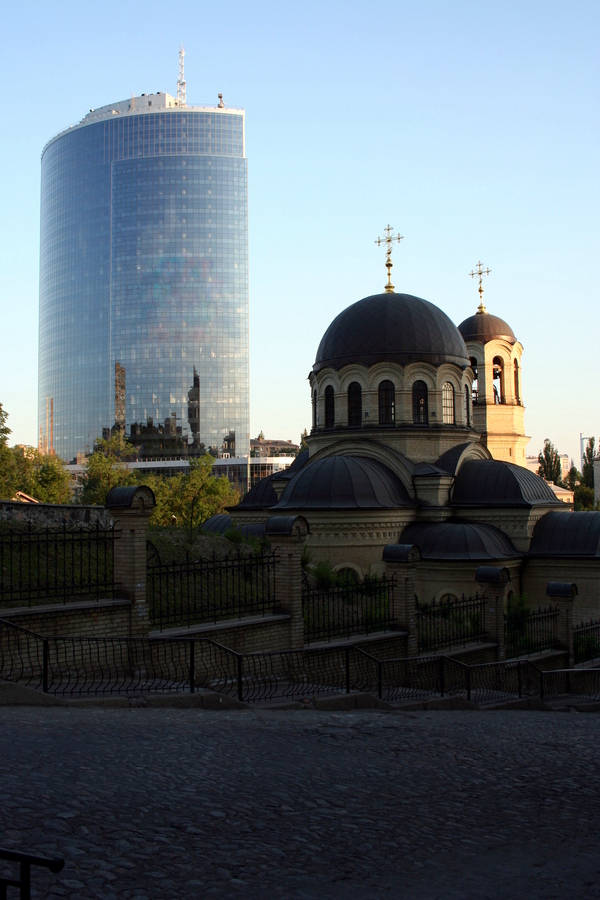
Вид на Парус, 2007
Нічний вид на хмарочос, 2010
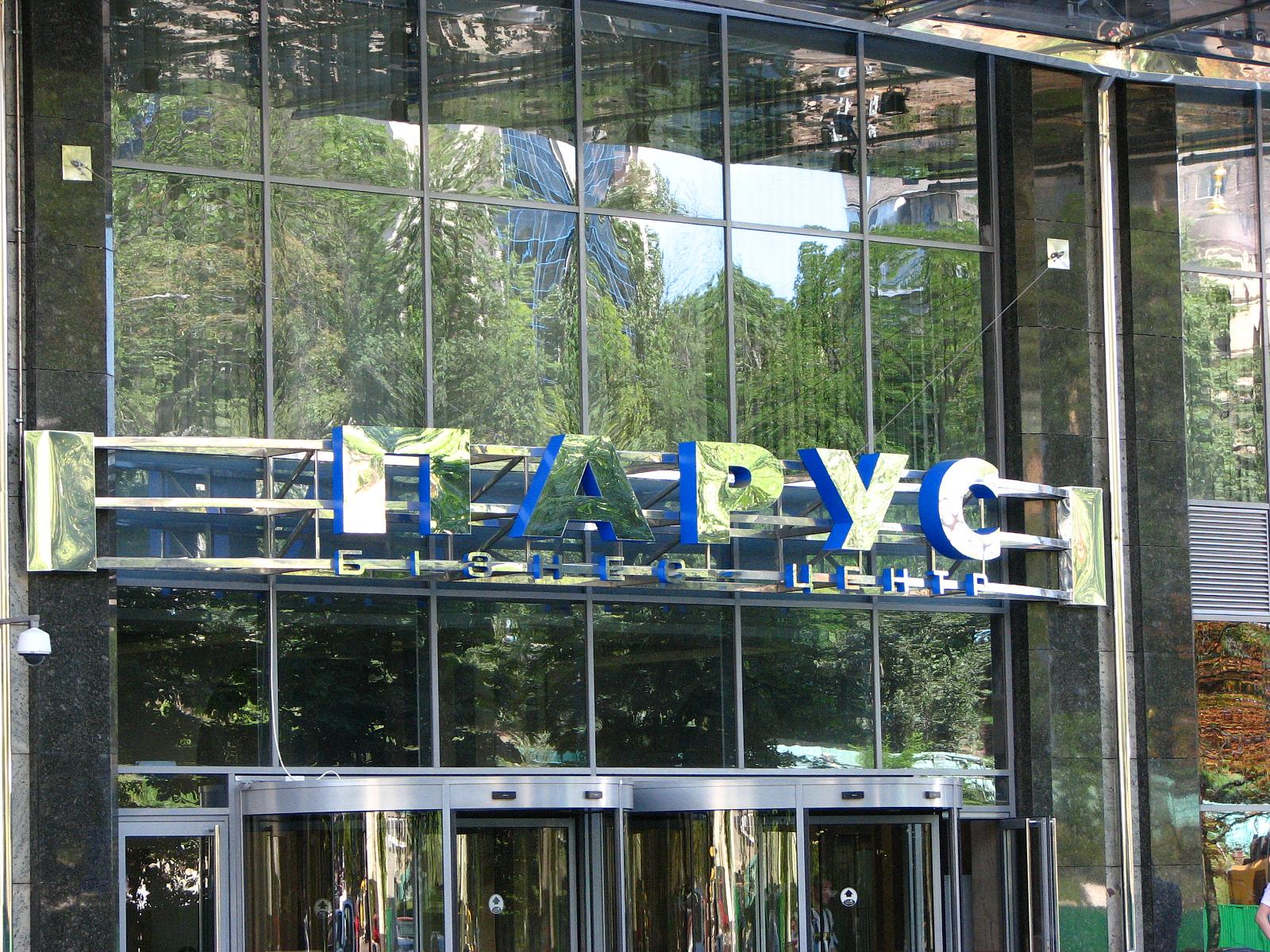
Вхід до центру, 2008
Бізнес-центр уночі, 2010
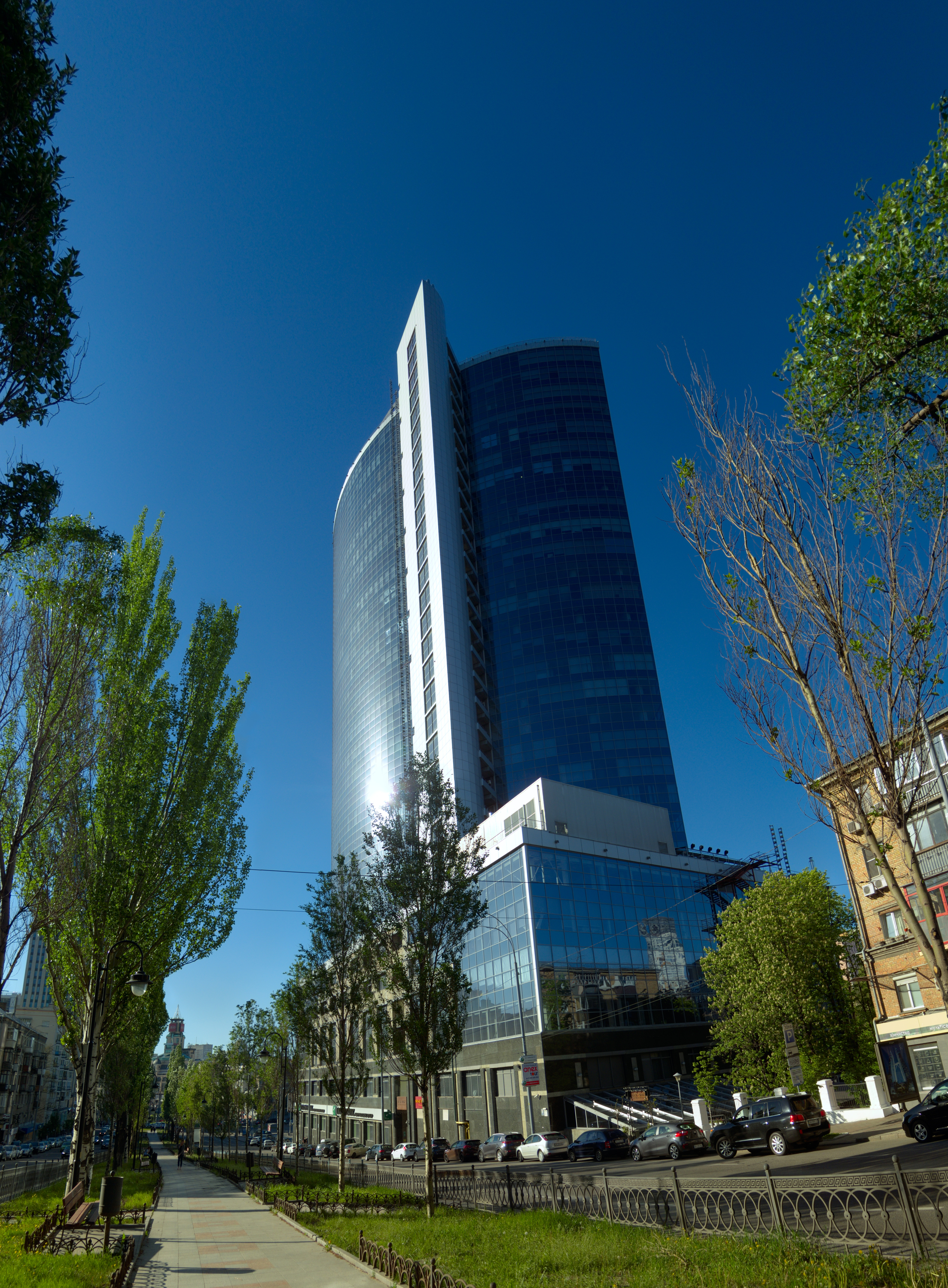
Вид із бульвару Лесі Українки, 2018
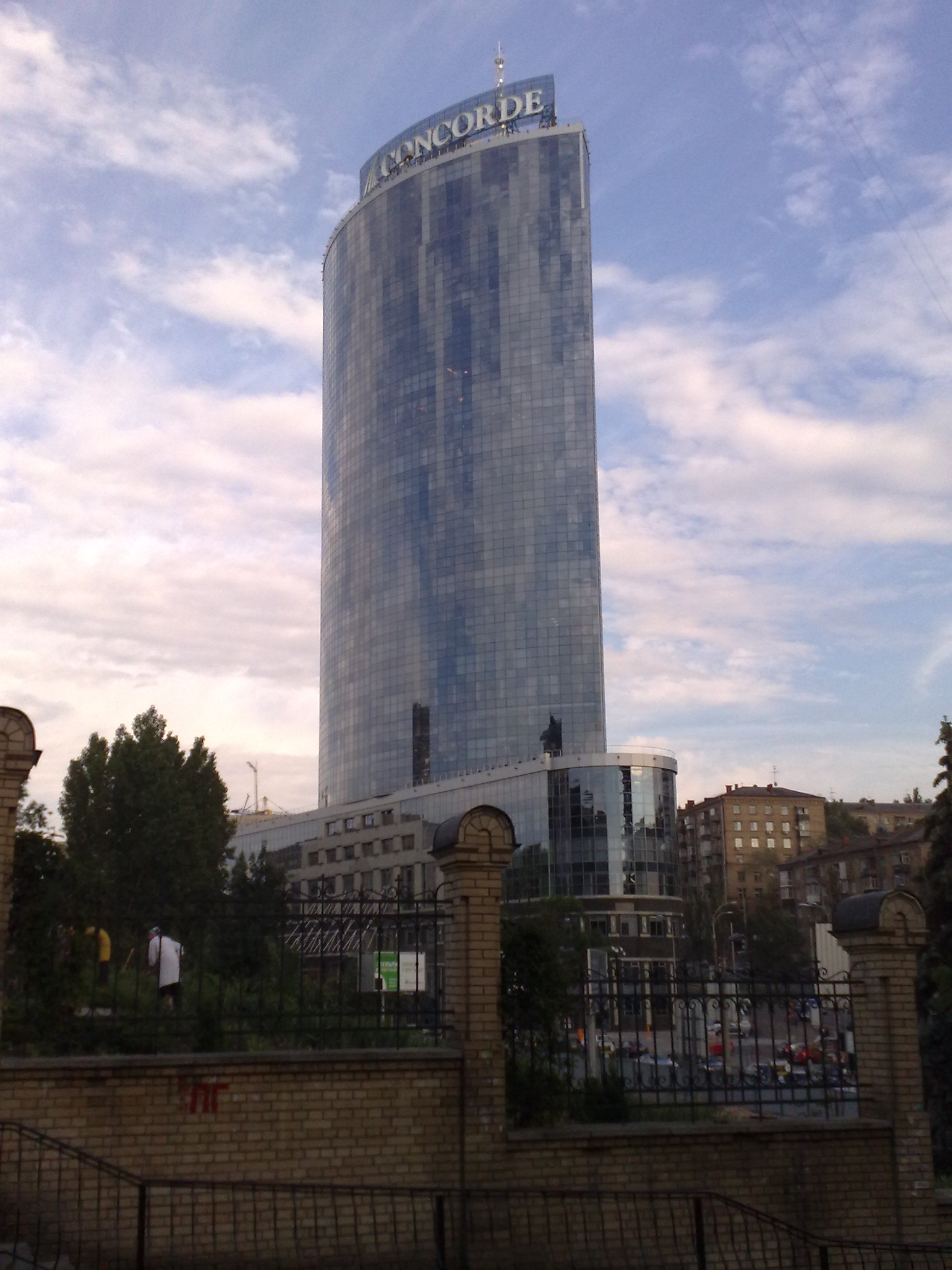
Панорама бізнес-центру, 2008
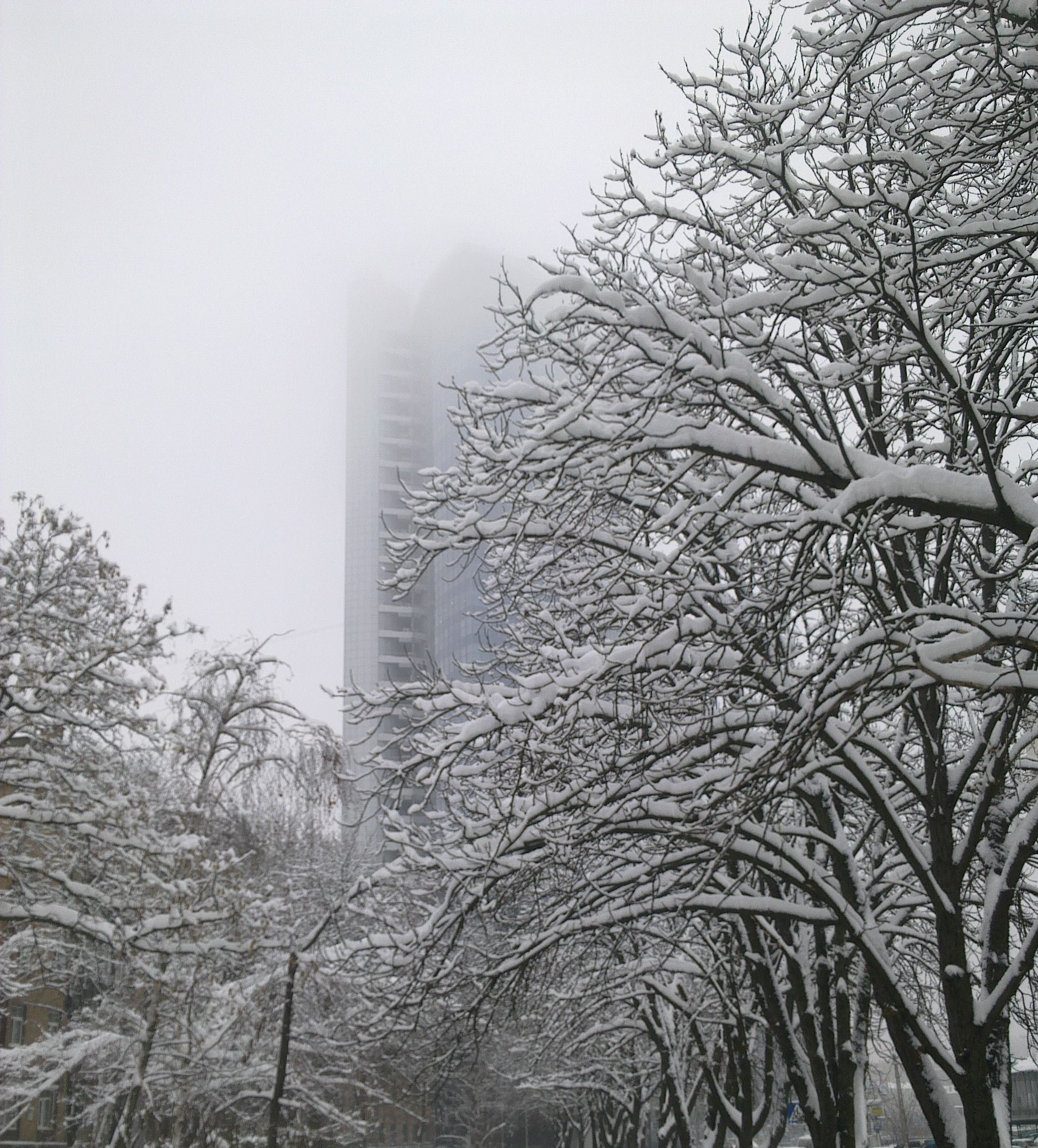
На алеї поблизу БЦ Парус, січень 2012